# Борово (Краљево)
Борово је насељено место града Краљева у Рашком округу. Према попису из 2022. било је 67 становника.

## Демографија
У насељу Борово живи 139 пунолетних становника, а просечна старост становништва износи 45,8 година (44,6 код мушкараца и 47,0 код жена). У насељу има 58 домаћинстава, а просечан број чланова по домаћинству је 3,00.
Ово насеље је у потпуности насељено Србима (према попису из 2002. године), а у последња три пописа, примећен је пад у броју становника.
|  |

| Демографија | Демографија | Демографија |
| Година      | Становника  | Становника  |
| ----------- | ----------- | ----------- |
| 1948.       | 368         |             |
| 1953.       | 405         |             |
| 1961.       | 431         |             |
| 1971.       | 392         |             |
| 1981.       | 266         |             |
| 1991.       | 194         | 194         |
| 2002.       | 174         | 178         |

| Етнички састав према попису из 2002.‍ | Етнички састав према попису из 2002.‍ | Етнички састав према попису из 2002.‍ | Етнички састав према попису из 2002.‍ | Етнички састав према попису из 2002.‍ |
| ------------------------------------ | ------------------------------------ | ------------------------------------ | ------------------------------------ | ------------------------------------ |
|                                      |                                      |                                      |                                      |                                      |
| Срби                                 | Срби                                 |                                      | 174                                  | 100,0%                               |
| непознато                            | непознато                            |                                      | 0                                    | 0,0%                                 |

| Година пописа     | 1948. | 1953. | 1961. | 1971. | 1981. | 1991. | 2002. |
| ----------------- | ----- | ----- | ----- | ----- | ----- | ----- | ----- |
| Број домаћинстава | 49    | 53    | 66    | 66    | 61    | 57    | 58    |

| Број чланова      | 1  | 2  | 3  | 4 | 5 | 6 | 7 | 8 | 9 | 10 и више | Просек |
| ----------------- | -- | -- | -- | - | - | - | - | - | - | --------- | ------ |
| Број домаћинстава | 17 | 12 | 12 | 3 | 7 | 2 | 3 | 1 | 1 | 0         | 3,00   |

| Пол    | Укупно | Неожењен/Неудата | Ожењен/Удата | Удовац/Удовица | Разведен/Разведена | Непознато |
| ------ | ------ | ---------------- | ------------ | -------------- | ------------------ | --------- |
| Мушки  | 74     | 27               | 44           | 3              | 0                  | 0         |
| Женски | 74     | 11               | 43           | 19             | 1                  | 0         |
| УКУПНО | 148    | 38               | 87           | 22             | 1                  | 0         |

| Пол    | Укупно                    | Пољопривреда, лов и шумарство | Рибарство                            | Вађење руде и камена | Прерађивачка индустрија       |
| ------ | ------------------------- | ----------------------------- | ------------------------------------ | -------------------- | ----------------------------- |
| Мушки  | 39                        | 18                            | 0                                    | 1                    | 4                             |
| Женски | 11                        | 5                             | 0                                    | 0                    | 2                             |
| УКУПНО | 50                        | 23                            | 0                                    | 1                    | 6                             |
| Пол    | Производња и снабдевање   | Грађевинарство                | Трговина                             | Хотели и ресторани   | Саобраћај, складиштење и везе |
| Мушки  | 0                         | 2                             | 1                                    | 0                    | 8                             |
| Женски | 0                         | 0                             | 1                                    | 1                    | 1                             |
| УКУПНО | 0                         | 2                             | 2                                    | 1                    | 9                             |
| Пол    | Финансијско посредовање   | Некретнине                    | Државна управа и одбрана             | Образовање           | Здравствени и социјални рад   |
| Мушки  | 0                         | 0                             | 0                                    | 0                    | 0                             |
| Женски | 0                         | 0                             | 0                                    | 0                    | 1                             |
| УКУПНО | 0                         | 0                             | 0                                    | 0                    | 1                             |
| Пол    | Остале услужне активности | Приватна домаћинства          | Екстериторијалне организације и тела | Непознато            | Непознато                     |
| Мушки  | 1                         | 0                             | 0                                    | 4                    | 4                             |
| Женски | 0                         | 0                             | 0                                    | 0                    | 0                             |
| УКУПНО | 1                         | 0                             | 0                                    | 4                    | 4                             |